# 浦村 (新潟県)
浦村（うらむら）は、かつて新潟県三島郡にあった村。

## 沿革
- 1889年（明治22年）4月1日 - 町村制施行に伴い三島郡浦村・道半村・宮川外新田、古志郡青島村（一部）が合併し、浦村が発足。
- 1901年（明治34年）11月1日 - 三島郡来迎寺村、中野島村と合併し、来迎寺村を新設して消滅。